# 歐洲烏頭
歐洲烏頭為毛莨科烏頭屬的多年生植物。分布於歐洲，生長在遮陰潮濕的土壤。為耐寒多年生草本，葉互生葉片深裂，為多葉莖，總狀花序高長且密集，由淡紫色的盔形小花組成，於初夏開放。全株有毒，其塊根的根節是植物中最強的神經毒素之一。

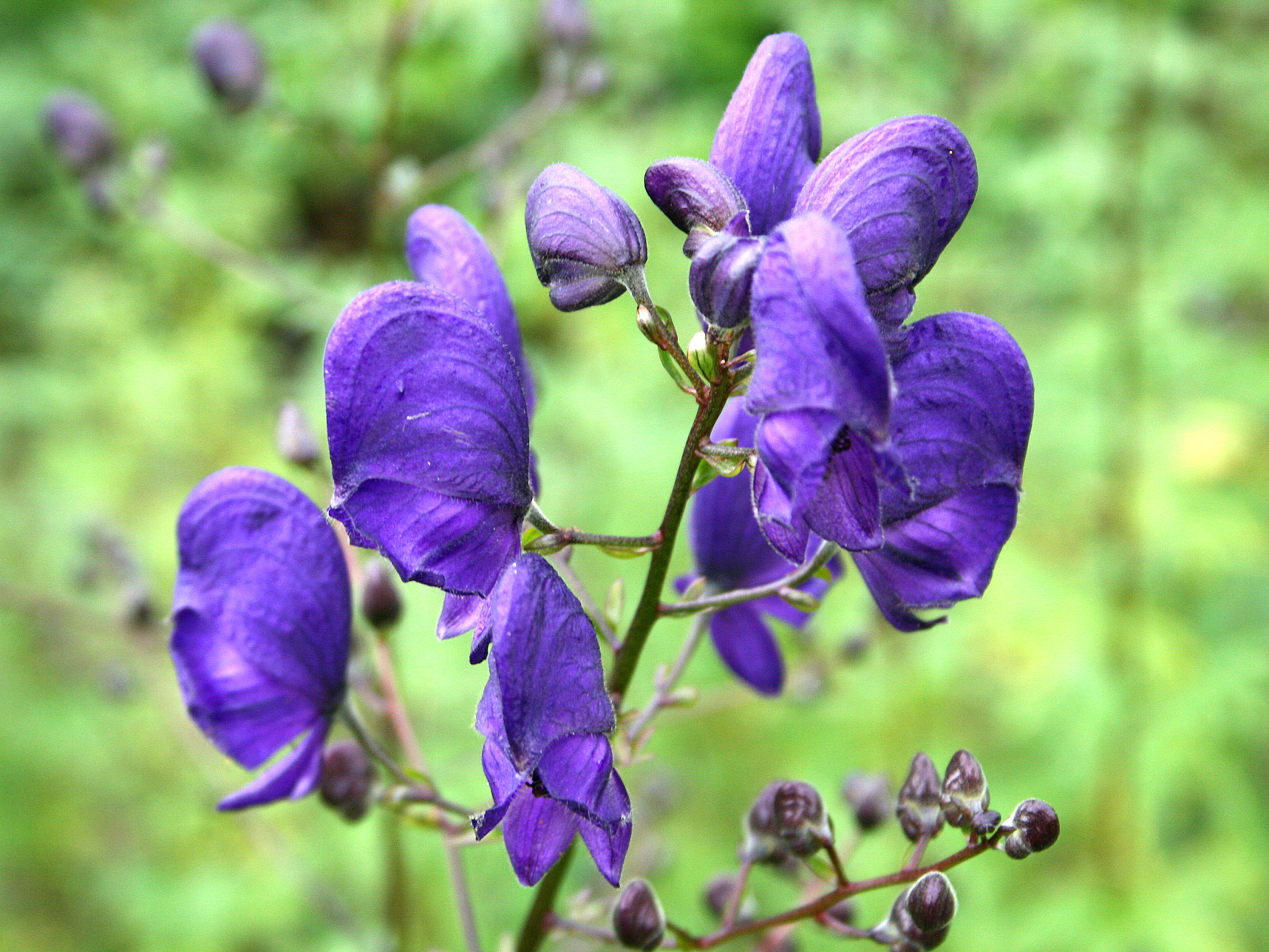
盔形花

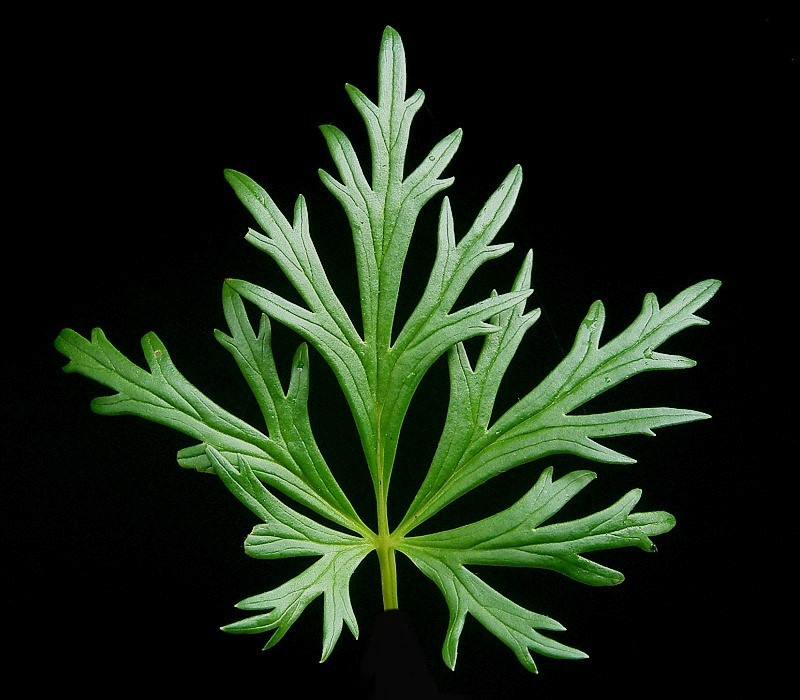
深裂的葉

## 用途
所有部份均有毒性，根節毒性最強。根只用於外敷治療神經性疼痛如風濕、坐骨神經痛等。其毒亦可作為箭毒或死刑毒藥。

## 圖廊

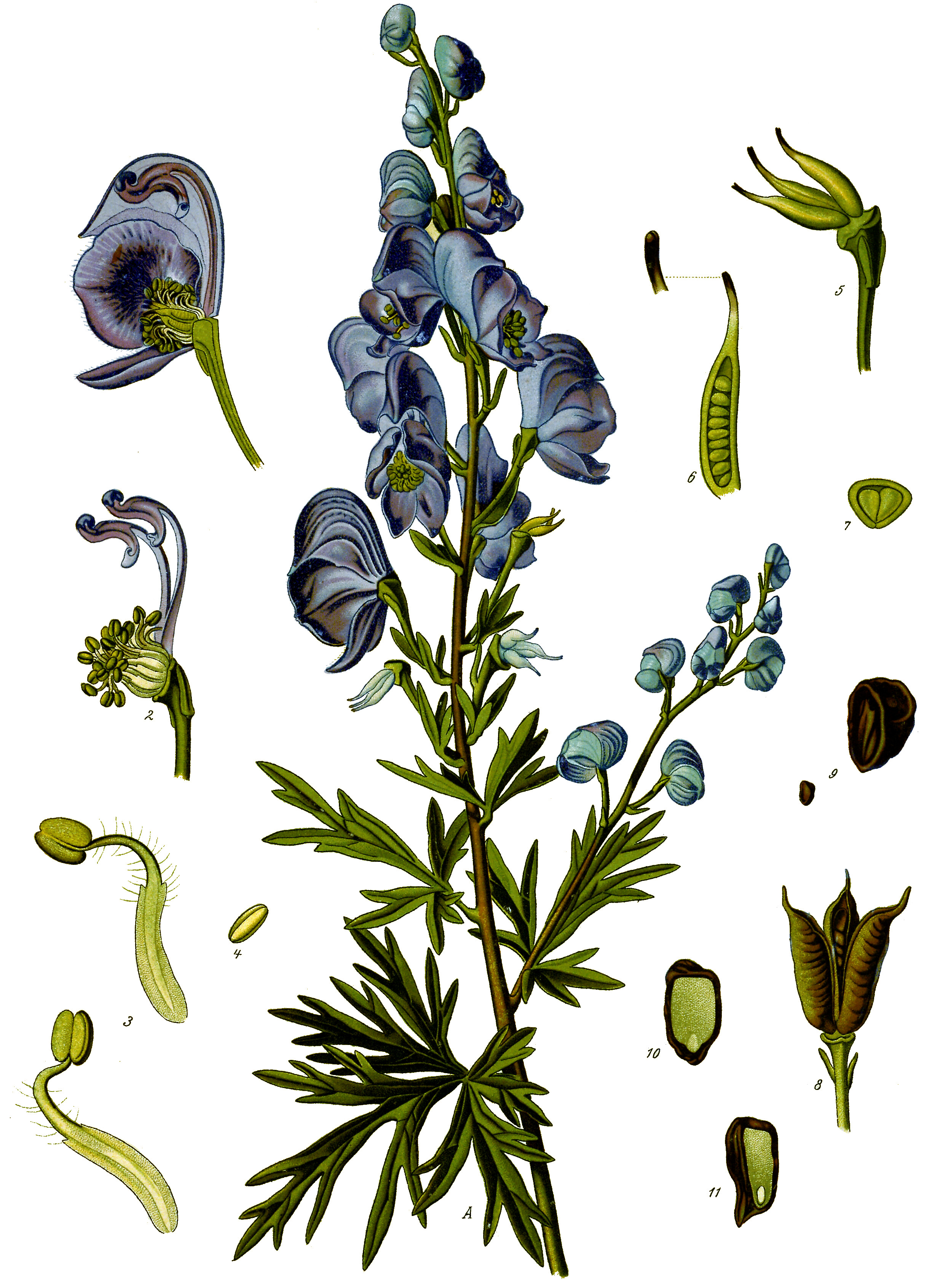
《科勒藥用植物》(1897),Aconitum napellus
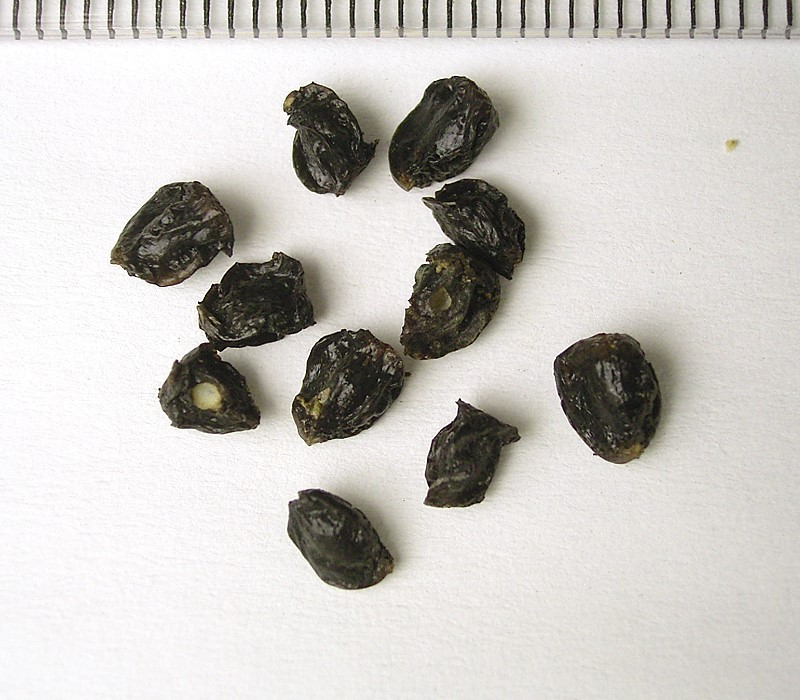
種子
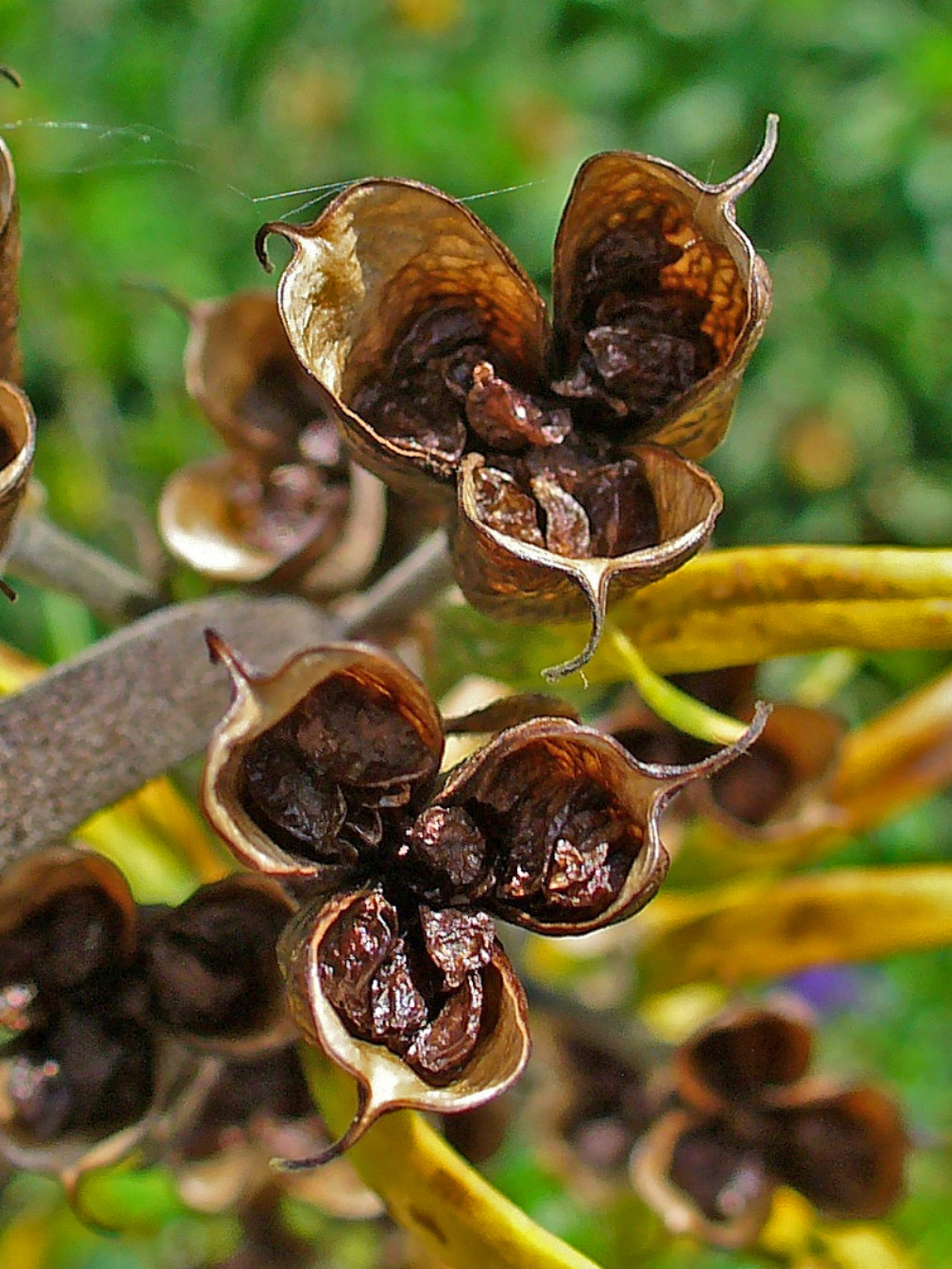
果實內的種子
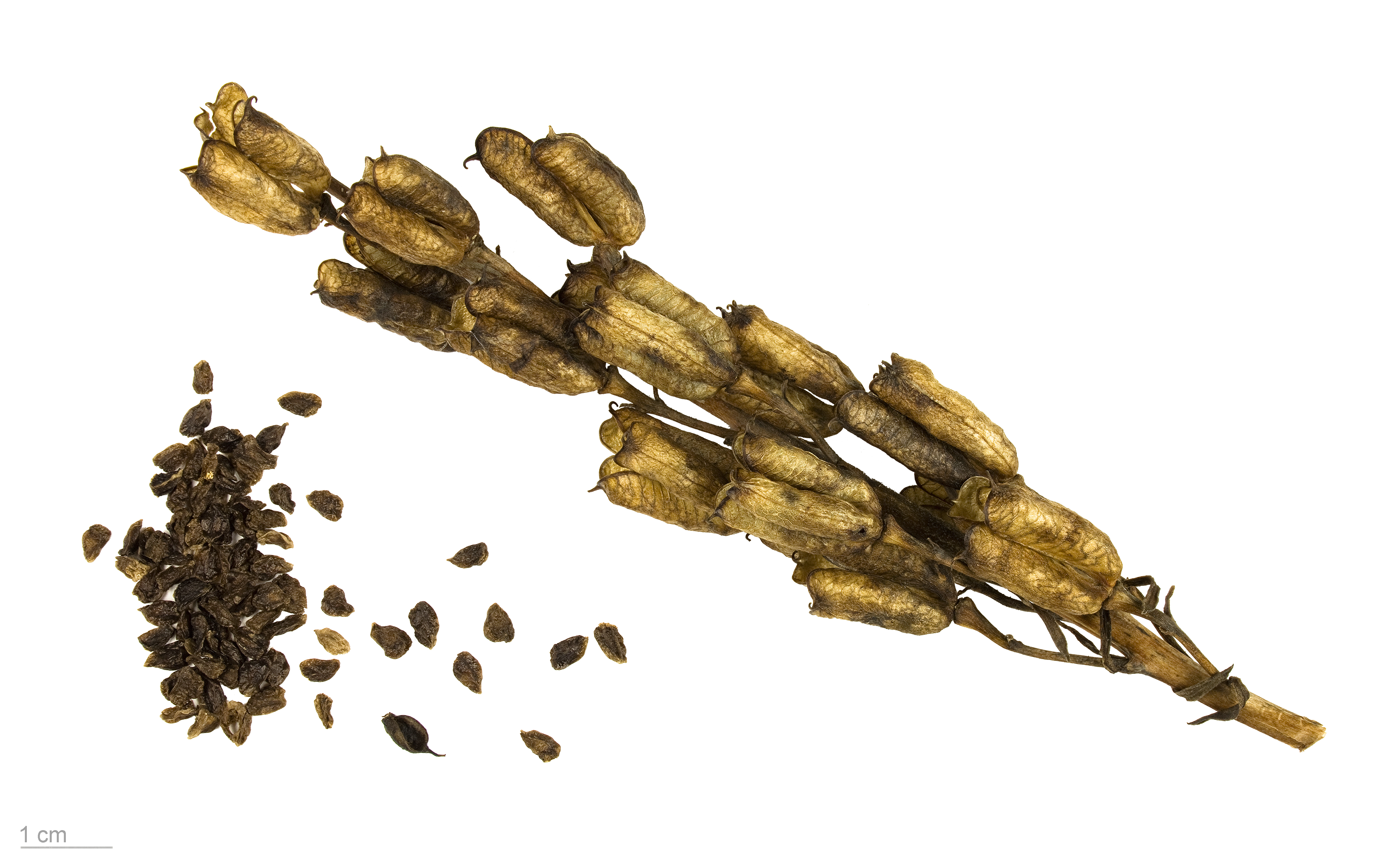
Aconitum napellus - Museum specimen

## 文獻
1. ↑  國家教育研究院. . 雙語詞彙、學術名詞暨辭書資訊網.   [2019-11-08].[]
2. ↑  USDA, Agricultural Research Service, National Plant Germplasm System. . Germplasm Resources Information Network (GRIN-Taxonomy). National Germplasm Resources Laboratory, Beltsville, Maryland.   [2019-11-08]. （原始内容存档于2020-07-23）.

- 世界藥用植物圖鑑 頁136，Lesley Bremness 著，貓頭鷹出版社 ISBN 978-986-7001-99-3